# NGC 4516
NGC 4516 este o galaxie spirală situată în constelația Părul Berenicei. A fost descoperită în 8 aprilie 1784 de către William Herschel. Se află la o distanță de 19,3 megaparseci de Pământ.